# Pravi detektiv (1. sezona)
Prva sezona serije Pravi detektiv, američke kriminalističke drame čiji je kreator Nic Pizzolatto, svoju je premijeru imala 12. siječnja 2014. godine na kabelskoj mreži HBO. U prvoj sezoni glavne su uloge ostvarili Matthew McConaughey, Woody Harrelson, Michelle Monaghan, Michael Potts i Tory Kittles. Sezona se sastojala od osam epizoda, a njezino je emitiranje u originalu završilo 9. ožujka 2014. godine. Koncept same serije zamišljen je na način da svaka sezona bude zasebna priča koja se sastoji od širokog dijapazona likova i različitih mjesta odvijanja radnje.
Konstruirana u smislu nelinearnog tijeka priče, sezona se fokusira na dvojicu detektiva državne policije Louisiane, Rustina "Rusta" Cohlea (McConaughey) i Martina "Martyja" Harta (Harrelson) koji istražuju ubojstvo prostitutke Dore Lange 1995. godine. Sedamnaest godina kasnije primorani su prisjetiti se cjelokupne istrage, skupa s nekoliko drugih neriješenih slučajeva. Tijekom navedenog vremenskog razdoblja, Hartova nevjera prijeti uništenju njegovog braka s Maggie (Monaghan), a Cohle se bori s vlastitom nesretnom prošlošću. Prva sezona serije Pravi detektiv bavi se temama filozofskog pesimizma, muškosti i kršćanstva; razni kritičari analizirali su portret žena u seriji, njezin autorski senzibilitet te utjecaj stripova i čudnjikave horor fikcije na samu priču.
Pizzolatto je Pravog detektiva isprva zamislio kao roman, ali je naknadno shvatio da sama priča više odgovara formatu televizijske serije. Redatelj svih epizoda prve sezone je Cary Joji Fukunaga, a snimane su u državi Louisiana tijekom tromjesečnog razdoblja. Sama serija dobila je hvalospjeve kritičara te se našla na mnogim listama najboljih dramskih serija 2014. godine. Bila je nominirana za mnogobrojne nagrade i priznanja od kojih se svakako moraju izdvojiti nominacije u kategorijama najbolje dramske serije za prestižne nagrade Emmy i Zlatni globus, a također je i osvojila nemali broj nagrada, pogotovo u kategorijama scenarija, fotografije, režije i glume.

## Epizode
| 1-01 (1) | "The Long Bright Dark"        | Cary Joji Fukunaga | Nic Pizzolatto | 12. siječnja 2014. |
| Vermilion Parish (država Louisiana), dana 3. siječnja 1995. godine. Dvojica detektiva državne policije, Martin "Marty" Hart (Woody Harrelson) i Rustin "Rust" Cohle (Matthew McConaughey) istražuju ubojstvo prostitutke, 28-godišnje Dore Lange. Njezin leš pronađen je poziran kao da se nalazi usred molitve s jelenjim rogovima na glavi, a oko tijela postavljene su grančice u konstrukcijama koje sliče zamkama za ptice. Hart i Cohle taj slučaj ubrzo povežu sa slučajem nestanka petogodišnje Marie Fontenot. U isto vrijeme još jedno dijete svjedoči o događaju kada ga je kroz šumu naganjalo "čudovište sa zelenim ušima". Na nagovor svoje supruge Maggie (Michelle Monaghan), Hart poziva Cohlea na večeru, ali se razljuti kada se ovaj na ulaznim vratima pojavi u alkoholiziranom stanju. Tijekom istrage nestanka male djevojčice Fontenot, oni pronađu još jednu konstrukciju od grančica. Sedamnaest godina kasnije, u svibnju 2012. godine, detektivi Thomas Papania (Tory Kittles) i Maynard Gilbough (Michael Potts) razdvojeno ispituju Harta i Cohlea koji su primorani prisjetiti se vlastite istrage. Njih dvojica nisu razgovarali jedan s drugim još od njihove svađe koja se zbila 2002. godine. Mjesto zločina nedavno ubijene žene izrazito sliči mjestu zločina ubijene Dore Lange što upućuje na to da je ubojica još uvijek na slobodi, premda Cohle i Hart smatraju da su zločinca otkrili još 1995. godine. |                               |                    |                |                    |
| 1-02 (2) | "Seeing Things"               | Cary Joji Fukunaga | Nic Pizzolatto | 19. siječnja 2014. |
| Godina 1995. Animozitet između Cohlea i Harta dodatno se pogoršava nakon što Cohle posumnja da Hart vara Maggie. Velečasni Billy Lee Tuttle (Jay O. Sanders), proslavljeni propovjednik i rođak guvernera države dolazi s osobno odabranom ekipom istražitelja te izražava mišljenje da je ubojstvo mlade djevojke Lange dio "anti-kršćanskih zločina" koji se događaju u posljednje vrijeme. Hartova i Cohleova istraga ubrzo ih odvede do udaljenog ranča na kojem se nalaze odbjegle djevojke, a koje tamo rade kao prostitutke. Na tom mjestu pronađu Dorin dnevnik u kojem se opetovano spominju reference na "Carcosu" i "Žutog kralja". U ostacima izgorjele crkve koju je Lange posjećivala, njih dvojica pronađu zid na kojem je iscrtana ljudska figura s jelenjim rogovima na glavi. Godine 2012. Cohle se prisjeća smrti svoje kćerke koja je poginula u prometnoj nesreći, a što je dovelo do kraha njegovog braka nakon čega je sljedeće četiri godine proveo radeći kao tajni agent u narkoticima. Njegova je karijera kao prikrivenog agenta završila smrtonosnim obračunom zbog čega je bio hospitaliziran u psihijatrijsku ustanovu. Nakon otpusta, Cohle je tražio posao detektiva te je za partnera dobio Harta. Cohle također otkriva da ponekad ima kratke epizode vizualnih halucinacija uzrokovanih konzumacijom droge dok je radio kao tajni agent. Scene iz 1995. godine prikazuju Cohlea koji ponekad pati od navedenih halucinacija dok se nalazi s Hartom, ali o njima ne razgovara sa svojim partnerom. Hart je, s druge strane, 2012. godine već razveden od Maggie zbog još uvijek nerazjašnjenih okolnosti. |                               |                    |                |                    |
| 1-03 (3) | "The Locked Room"             | Cary Joji Fukunaga | Nic Pizzolatto | 26. siječnja 2014. |
| Godina 1995. Nakon razgovora s pastorom Joelom Theriotom, Hart i Cohle saznaju da je Lange u crkvi ponekad viđana u društvu visokog muškarca s ožiljcima na licu. Njihova istraga se nastavlja premda se obojica nalaze pod pritiskom preuzimanja istrage od strane Tuttleovih istražitelja. Hart pobijesni od ljubomore kada otkrije da se njegova ljubavnica Lisa (Alexandra Daddario) viđa s drugim muškarcem. Tijekom istraživanja starih slučajeva, Cohle identificira simbol sličan onom u Langinom slučaju sa slučajem smrti Rianne Olivier, a koji je proglašen nesrećom. Njih dvojica uskoro posjećuju akademiju Light of the Way, religijsku školu koju je vodio Tuttle, a pohađala mlada Olivier; međutim pronađu je napuštenu. Otkrivaju da je njezin dečko, Reggie Ledoux (Charles Halford) bivši zatvorenik koji je dijelio ćeliju s Dorinim bivšim suprugom Charliejem. Detektivi uskoro izdaju tjeralicu za Reggiejem Ledouxom. Godine 2012. intervjui se nastavljaju te otkrivaju Hartova upitna moralna načela i Cohleov nihilistički pogled na čovječanstvo. |                               |                    |                |                    |
| 1-04 (4) | "Who Goes There"              | Cary Joji Fukunaga | Nic Pizzolatto | 9. veljače 2014.   |
| Godine 1995. Charlie Lange (Brad Carter) otkriva da je pokazao Dorine fotografije Ledouxu. Hart pronalazi Ledouxovog suradnika te ga prisiljava da mu otkrije Ledouxovu drogerašku operaciju koju radi sa Željeznim križarima, motociklističkom bandom iz istočnog Teksasa. Cohle, koji se jedno vrijeme nalazio u bandi kao tajni agent, uzima odmor (pod krinkom posjete bolesnom ocu) kako bi se ponovno infiltrirao u skupinu. Lisa otkriva svoju aferu s Hartom njegovoj supruzi Maggie koja odmah potom napušta kuću i odlazi s njihove dvije kćerke. Hart ju posjećuje na njezinom radnom mjestu u bolnici i radi scenu. Za to vrijeme, Cohle dolazi do Gingera (Joseph Sikora), jednog od članova bande Željeznih križara, koji mu obećava upoznati ga s Ledouxom u zamjenu za pomoć prilikom pljačke suparničke bande. Pljačka pođe po zlu uz žrtve s obje strane te kaos u susjedstvu. Cohle je prisiljen uzeti Gingera kao zatvorenika te pobjeći uz pomoć Harta. Godine 2012. Hart i Cohle i dalje ostaju pri svojoj priči o Cohleovoj posjeti bolesnom ocu, premda detektivi Papania i Gilbough postaju sumnjičavi. |                               |                    |                |                    |
| 1-05 (5) | "The Secret Fate of All Life" | Cary Joji Fukunaga | Nic Pizzolatto | 16. veljače 2014.  |
| Godine 1995. Ginger upoznaje Cohlea s DeWallom Ledouxom, Reggiejevim rođakom i partnerom u kuhanju metamfetamina. DeWall odbija raditi s Cohleom, ali njega i Harta u neznanju odvodi do laboratorija skrivenog duboko u zaljevu. Hart ulovi Reggieja koji u tom trenutku spomene Carcosu. Nakon što na imanju otkrije dvoje otete i zlostavljane djece, Hart u napadu bijesa ubija Reggieja. DeWall bježi, ali ga vlastita zamka koju je postavio oko imanja ubija na mjestu. Hart i Cohle podmeću dokaze kako bi cijeli događaj sličio na intenzivnu pucnjavu, a upravo tu lažnu priču ispričaju tijekom policijske istrage. Prozvani su herojima u policijskoj stanici i u medijima te obojica primaju priznanja i promocije. Do 2002. godine Hart i Maggie su se pomirili, a Cohle ponovno odlazi na spojeve. Tijekom jedne od Cohleovih mnogih policijskih konzultacija, zatvorenik kojeg ispituje traži imunitet u zamjenu za informacije o ubojici Dore Lange za kojeg tvrdi da se još uvijek nalazi na slobodi i da i dalje ubija. Spomene "Žutog kralja" što Cohleu odmah privuče pozornost. Međutim prije nego što Cohle može istražiti njegove tvrdnje, zatvorenik u svojoj ćeliji izvršava samoubojstvo. Cohle se vraća u napuštenu akademiju Light of the Way gdje nalazi desetke konstrukcija od grančica te mračne nacrte na zidovima. Godine 2012., detektivi Papania i Gilbough govore Hartu da je njihov glavni osumnjičeni za cijeli slučaj Cohle za kojeg smatraju da je Harta navodio na tragove te da je zapravo sam organizirao ubojstva. Cohle se također sumnjiči i za smrt velečasnog Billyja Leeja Tuttlea koja se dogodila dvije godine ranije - točno u vrijeme Cohleovog povratka u Louisianu. Cohle napušta intervju nakon što ga detektivi optuže. |                               |                    |                |                    |
| 1-06 (6) | "Haunted Houses"              | Cary Joji Fukunaga | Nic Pizzolatto | 23. veljače 2014.  |
| Godine 2002. Cohle povezuje seriju slučajeva nestalih osoba sa školama čiji je glavni financijski ulagač bio Tuttle. Bivši svećenik koji se nalazio pod Tuttleovom svećeničkom službom tvrdi da je Tuttle zataškao zlostavljanje djece. Ledouxova žrtva koja je preživjela, a koja se sada nalazi u psihijatrijskoj ustanovi u katatoničnom stanju govori Cohleu o trećem napadaču - divovskom čovjeku s ožiljcima - te započne vrištati kada ju Cohle upita o njegovom licu. Nakon napetog sastanka s Cohleom, Tuttle se žali policiji što za posljedicu ima Cohleovu suspenziju. U isto vrijeme Hart započinje ljubavnu aferu s Beth (Lili Simmons), jednom od tada maloljetnih prostitutki koju su intervjuirali 1995. godine tijekom rada na istrazi ubojstva Dore Lange. Kada Maggie sazna za novi preljub, ona izmanipulira alkoholiziranog Cohlea s kojim se poseksa, jer zna da joj taj čin Martin nikada neće oprostiti, a sve kako bi na što lakši način došla do razvoda. Nakon što za svoj preljub kaže Martinu, on i Cohle se potuku na parkiralištu ispred policijske postaje. Cohle odmah potom daje otkaz. Godine 2012. detektivi Papania i Gilbough razgovaraju s Maggie koja im na njihova pitanja ne odgovara potpuno iskreno. Poput Cohlea i Hart ubrzo napušta intervju nakon što mu ova dvojica priznaju da Cohlea sumnjiče za cijeli slučaj. Uskoro se Cohle i Hart presretnu na cesti te pristanu popiti piće i razgovarati. |                               |                    |                |                    |
| 1-07 (7) | "After You've Gone"           | Cary Joji Fukunaga | Nic Pizzolatto | 2. ožujka 2014.    |
| Godine 2012. Cohle ukazuje Hartu na nove dokaze o kultu za koji vjeruje da je odgovoran za nestanak desetaka žena i djece duž obale Louisiane. Među dokazima je i videovrpca ritualističkog silovanja i ubojstva Marie Fontenot (nestale djevojčice čiji su slučaj njih dvojica kratko istraživali 1995. godine), a koje su u djelo sproveli muškarci odjeveni u kostime i maske. Vrpcu je Cohle ukrao iz sefa koji se nalazio u kući velečasnog Tuttlea. Cohle niječe da je ubio Tuttlea te spekulira da su to napravili ostali pripadnici kulta kako bi spriječili eventualnu ucjenu Tuttlea uslijed krađe dokaznih materijala iz sefa. Hart, uznemiren nakon gledanja snimke, pristaje pomoći Cohleu u istrazi. Uskoro saznaju da je Tuttle imao nezakonitog polubrata čije je prezime Childress, a čiji sin ima ožiljke po licu. Također saznaju da je njihov bivši kolega Steve Geraci (Michael Harney) dobio nalog od svog šefa Teda Childressa (tadašnjeg šerifa Vermilion Parisha) da prekine istragu nestanka male djevojčice Fontenot (odnosno da ga proglasi nesretnim slučajem). Hart i Cohle uz prijetnje i ucjenu natjeravaju Geracija da im ispriča detalje slučaja. U međuvremenu detektivi Gilbough i Papania upitaju muškarca koji se brine za očuvanje zemljišta, a kojeg je Cohle susreo 1995. godine ispred akademije Light of the Way za put do izgorjele crkve. Oni odlaze ne primjećujući da je donji dio muškarčevog lica prekriven ožiljcima. |                               |                    |                |                    |
| 1-08 (8) | "Form And Void"               | Cary Joji Fukunaga | Nic Pizzolatto | 9. ožujka 2014.    |
| Godine 2012., "čovjek s ožiljcima" (Glenn Fleshler) prikazan je kako živi u velikoj kući u bijedi i neimaštini sa svojom rođakinjom (Ann Dowd) s kojom ima i seksualne odnose. Priča izuzetno misteriozno uz upotrebu nekoliko naglasaka te raspadajuće tijelo svog oca drži u obližnjoj kućici. Kasnije odlazi na posao farbanja škole gdje gleda djecu koja se igraju na igralištu. Hart i Cohle uspijevaju od Geracija izvući vrijedne informacije nakon što mu pokažu videosnimku silovanja mlade djevojke Fontenot. Hart smatra da bi "čudovište sa zelenim ušima" mogao biti muškarac s ožiljcima na licu koji je u tom trenutku bio prekriven zelenom bojom nakon što je ofarbao kuću u susjedstvu Dore Lange 1995. godine. Njih dvojica uskoro otkriju malu tvrtku u vlasništvu Williama Childressa, a u kojoj je čovjek s ožiljcima bio zaposlen. Posjećuju kuću Williama Childressa - kuću u kojoj "čovjek s ožiljcima" živi. Cohle krene u potjeru za čovjekom čije je ime Errol (sin Williama Childressa) kroz labirint drveća i tunela koje Errol proziva Carcosom. Na kraju Cohle otkriva idol zamotan u žuto te pokriven lubanjama, a u kratkom trenutku haluciniranja iznad svega toga vidi spiralni vrtlog. Nakon toga napada ga Errol. Hart otkriva Williamovo raspadajuće tijelo te kreće u pomoć Cohleu. Hart i Cohle uskoro se sukobe s Errolom; obojica bivaju teško ranjeni, ali Cohle uspijeva ubiti Errola pucnjem u glavu. Detektivi Papania i Gilbough pozvani su s pojačanjima dok Hart pomaže Cohleu koji je puno teže ranjen. Dok se Hart i Cohle oporavljaju u bolnici, Papania i Gilbough povezuju Errola s desecima slučajeva nestalih i ubijenih ljudi, uključujući i onaj Dore Lange. Obitelj Tuttle izbjegava optužbe, ali je oblaćena u javnosti. Hart se emotivno slama nakon što ga Maggie i njihove kćerke posjete u bolnici. U posljednjoj sceni serije, Cohle otkriva da je tijekom oporavka osjetio snažnu prisutnost njegovog mrtvog oca i mrtve kćerke te da mu je to iskustvo dalo vjeru u život. Dvojica detektiva razglabaju o sveprisutnoj borbi između svjetla i tame. |                               |                    |                |                    |

## Glumačka postava

### Glavni likovi
- Matthew McConaughey kao detektiv Rustin "Rust" Cohle
- Woody Harrelson kao detektiv Martin "Marty" Hart
- Michelle Monaghan kao Maggie Hart
- Michael Potts kao detektiv Maynard Gilbough
- Tory Kittles kao detektiv Thomas Papania

### Sporedni likovi
- Kevin Dunn kao poručnik Ken Quesada
- Alexandra Daddario kao Lisa Tragnetti
- Michael Harney kao šerif Steve Geraci
- Elizabeth Reaser kao Laurie Perkins
- J. D. Evermore kao detektiv Bobby Lutz
- Madison Wolfe kao mlada Audrey Hart

- Erin Moriarty kao tinejdžerica Audrey Hart

- Meghan Wolfe kao mlada Macie Hart

- Brighton Sharbino kao tinejdžerica Macie Hart

- Don Yesso kao poručnik Speece
- Brad Carter kao Charlie Lange
- Lili Simmons kao Beth
- Jay O. Sanders kao Billy Lee Tuttle
- Shea Whigham kao Joel Theriot
- Glenn Fleshler kao Errol Childress
- Charles Halford kao Reggie Ledoux
- Joseph Sikora kao Ginger
- Paul Ben-Victor kao poručnik Leroy Salter

## Produkcija

### Koncepcija
Prije nego što je napisao seriju Pravi detektiv, Nic Pizzolatto je predavao književnost na trima sveučilištima u Sjevernoj Karolini, Indiani i Chicagu. Inspiriran HBO-ovim serijama poput Žice, Obitelji Soprano i Deadwooda započeo je pisati kolekciju kratkih priča koje je 2006. godine izdao pod zajedničkim naslovom Between Here and the Yellow Sea. Godine 2010. objavio je svoj prvi roman, Galveston te započeo pisati za televiziju. Njegovi raniji pokušaji televizijskih scenarija nisu bili uspješni zbog nedostatka novca. Pizzolattov prvi veći posao u scenarističkom smislu na televiziji dogodio se 2011. godine kada je postao dijelom ekipe AMC-jeve serije The Killing. U kasnijim intervjuima izjavio je da mu je ta serija pomogla da se upozna s radom u televizijskoj industriji. Pizzolatto je postao iznimno nezadovoljan kreativnim smjerom u kojem je serija otišla nakon svog početka te je dva tjedna nakon početka rada na drugoj sezoni napustio istu.
Priča Pravog detektiva u početku je zamišljena kao roman, ali vrlo brzo je Pizzolatto postao svjestan da zbog narativne strukture priče i same perspektive cijela stvar puno bolje funkcionira kao televizijska serija. U razdoblju od svibnja do srpnja 2010. godine napisao je šest scenarija temeljenih na njegovom objavljenom romanu Galveston, uključujući i scenarij za pilot epizodu Pravog detektiva na 90 stranica. Nedugo potom s HBO-om je dogovorio razvoj projekta potencijalne serije. Drugi scenarij za Pravog detektiva napisao je nedugo nakon što je napustio rad na seriji The Killing, a sve zahvaljujući podršci produkcijske kompanije Anonymous Content koja je u konačnici producirala i razvila projekt. Do travnja 2012. godine, nakon uzavrelog natječaja, kompanija HBO je naručila snimanje osam epizoda Pravog detektiva. Pizzolatto nije unajmio niti jednog drugog scenarista zbog toga što je vjerovao da se zbog njegovog izoliranog procesa pisanja nitko neće dovoljno dobro uklopiti u rad te da grupa scenarista neće moći postići rezultat koji je on želio. Nakon samostalnog tromjesečnog rada, konačan scenarij cjelokupnog serijala bio je dugačak pet stotina stranica.

### Ekipa serije
Budući da je koncepcija serije takva, svaka sezona sastoji se od zasebne priče popraćene širokim dijapazonom likova i odvijanjem radnje na različitim mjestima. O glavnim ulogama u seriji, Pizzolatto je započeo razmišljati još rane 2012. godine, u vrijeme kada je pokušavao prodati ideju za seriju televizijskim kućama. Zbog svog formata, serija je zahtijevala da se glumci ugovorom obvežu samo na jednu sezonu pa je Pizzolatto svoju pozornost usmjerio na filmske zvijezde koje inače izbjegavaju nastupe u televizijskim serijama zbog svog ionako prenatrpanog rasporeda snimanja. Woody Harrelson i Matthew McConaughey bili su među prvim glumcima koje je Pizzolatto razmatrao za uloge. McConaughey je potpisao nastup u HBO-ovoj seriji još 2011. godine, odmah nakon završetka snimanja filma Killer Joe. Impresioniran njegovim nastupom u filmu Lincoln Lawyer, Pizzolatto je McConaugheyju prvotno namijenio ulogu Harta, ali ga je ovaj nagovorio da mu da ulogu Cohlea. U intervjuu za časopis Variety na upit o promjeni uloga McConaughey je izjavio: "Želio sam ući u glavu tog lika. Ta opsesija, otok od čovjeka - oduvijek želim glumiti tipa koji ima monologe. Mislim da je to nešto jako važno i uvijek osjećam da sam bolji u svom radu kada se nalazim u takvim ulogama". Za pripremu svoje uloge, McConaughey je samostalno napisao 450 stranica analize samog lika naziva "Četiri faze Rustina Cohlea", a sve kako bi proučavao evoluciju svog lika kroz sezonu.
Harrelson je bio drugi glumac koji je dobio ulogu u seriji, a u nju je pozvan da tumači Harta na zahtjev glumca McConaugheyja. Harrelson je izjavio da se pridružio glumačkoj postavi Pravog detektiva dijelom i zbog toga što je želio raditi s određenim ljudima s kojima je već radio 2012. godine na HBO-ovom televizijskom filmu Game Change. Michelle Monaghan pristala je tumačiti glavni ženski lik, Maggie, zbog toga što joj se svidio razvoj priče, a pogotovo evolucija njezinog lika. Michael Potts i Tory Kittles uskoro su se pridružili glavnoj glumačkoj postavi u ulogama detektiva Maynarda Gilbougha i Thomasa Papanije. Jedne od važnijih sporednih uloga u prvoj sezoni serije Pravi detektiv odigrali su Kevin Dunn kao poručnik Ken Quesada, Alexandra Daddario kao Lisa Tragnetti i Brad Carter kao Charlie Lange.
Pizzolatto je svoju potragu za redateljem suzio na Caryja Jojija Fukunagu (kojeg je znao iz produkcijske kompanije Anonymous Content) i Alejandra Gonzáleza Iñárritua. Na kraju je Fukunaga postao redateljem nakon što se Iñárritu povukao iz cjelokupnog projekta zbog filmskih obveza koje je u to vrijeme imao. Za što bolju pripremu režije, Fukunaga je neko vrijeme proveo s detektivima iz odjela za umorstva državne policije Louisiane, a sve kako bi se upoznao sa što autentičnijim načinom istrage kakva se provodila tijekom 90-ih godina prošlog stoljeća. Kao glavnog fotografa Fukunaga je u projekt doveo Adama Arkapawa, glavnog fotografa serije Povrh jezera. Arkapaw je privukao redateljevu pozornost zbog svog rada na filmovima Carstvo životinja i Ubojstva u Snowtownu, a posao je dobio nakon dogovora koji se zbio tijekom sastanka u San Franciscu. Alex DiGerlando s kojim je Fukunaga radio na filmu Glory at Sea iz 2008. godine redatelja Benha Zeitlina postao je glavni scenograf serije. U jednom od intervjua Fukunaga je izjavio: "Već sam otprije bio upoznat s onime što je Alex postigao s prikazom močvara Louisiane, a uz nešto više novca, ovdje je mogao izgraditi setove koje smo koristili jedan ili dva dana prije nego bi ih rastavili kao da nikada nisu niti postojali".

### Snimanje
U početku je zamišljeno da mjesto radnje prve sezone serije Pravi detektiv bude u Arkansasu, ali je Pizzolatto kasnije odlučio snimati u Louisiani kako bi iskoristio tamošnje porezne olakšice i vrlo distinktivan okoliš: "U toj državi postoji određena kontradiktorna priroda i zloćudna kvaliteta... Kao da se tamo život odvija ispod površine. Šume su guste, mračne i neprohodne. Međutim, s druge strane, kada na sve to pogledaš izdaleka čini se predivnim". Serija se snimala puna tri mjeseca (između 100 i 110 dana) u razdoblju od siječnja do lipnja 2013. godine. Dnevno je snimljeno oko pet minuta materijala. Produkcija je izgradila razne setove među kojima su bili razrušena kapelica, šator za propovijed Joela Theriota te uredi državne policije Louisiane od kojih su potonji bili izgrađeni u napuštenom skladištu u blizini Elmwooda. Mjesto ubojstva Dore Lange snimljeno je na udaljenom polju šećera izvan Eratha koje je, zbog činjenice što je bilo napola spaljeno, ukazivalo na ono što je DiGerlando nazvao "sumornom i atmosferičnom" pozadinom koja je također odzvanjala i u scenama interijera. Scena u kojoj Cohle bježi iz susjedstva u kojem dolazi do krvavog obračuna dok istovremeno Gingera uzima za svog zarobljenika snimljena je u Bridge Cityju i to u jednom kadru u trajanju od šest minuta (tehnika koju je Fukunaga već koristio u svojim filmovima Sin Nombre i Jane Eyre). Scena je snimljena u sedam pokušaja, a pripreme za istu bile su dugotrajne i zahtjevne: McConaughey je trenirao s Markom Norbyjem kako bi svladao stil tučnjave za svoj lik, a sama scena je na licu mjesta za vrijeme snimanja zahtijevala ekipu kaskadera, šminkera i specijalista za vizualne efekte. Serija je također snimana i na kampusu srednje škole Kenner te u Fort Macombu, utvrdi iz 19. stoljeća, koja se nalazi izvan New Orleansa.
Raspored snimanja nije bio organiziran po redoslijedu epizoda što je izazvalo dodatne otežane okolnosti. Kompletna sezona serije bila je snimljena na 35-milimetarskoj filmskoj vrpci, a cilj je bio postići određenu teksturu kao i kvalitetu "nostalgije". Sezona je snimljena uz korištenje Panavision Millennium XL2 kamera, a izbor leća odgovarao je periodu u kojem su određene scene radnjom bile smještene. Konkretno, scene čija se radnja odvija 1995. i 2002. godine snimljene su uz pomoć objektiva Panavision PVintage, a koji je sliku učinio blažom, jer se sastojao od recikliranog stakla slabijeg kontrasta. Budući da su te scene napisane kao Cohleovo i Hartovo sjećanje, produkcijski tim želio ih je učiniti čim više kinematografskim, a sve kako bi reflektirale ono što je Arkapaw nazvao "fragmentacijom njihovih lucidnih sjećanja iz prošlosti". Kako bi to postigli, oslonili su se na upotrebu širokih leća kako bi naglasili kompoziciju. Scene čija je radnja smještena u 2012. godinu snimljene se uz pomoć objektiva Panavision Primo; ovdje je vizualna paleta bila puno oštrija i imala je jači kontrast što je, prema Akrapawovoj izjavi, slici davalo "moderniji, svježiji osjećaj" koji je "likove izvlačio iz njihovog okoliša, a sve kako bi publici omogućio ulazak u njihove umove".

### Glazba
Pjesma koja svira na uvodnoj špici svake epizode prve sezone serije Pravi detektiv je "Far From Any Road" alternativnog country žanra u izvedbi glazbene skupine The Handsome Family s njihovog albuma Singing Bones iz 2003. godine. Službeni soundtrack serije sastoji se od kompilacija gospel i blues glazbe, a koje su birali Pizzolatto i T Bone Burnett. Njih dvojica nisu željeli upotrebljavati Cajun glazbu i blues karakterističan za močvarno područje Louisiane zbog toga što su smatrali da bi isti bio pretjeran. Burnett je izjavio da su glazbu birali s obzirom na likove, a ne da su se ugledali na neke starije kriminalističke drame. U prvoj sezoni korištene su pjesme Bo Didleyja, Melvinsa, Primusa, The Staple Singersa, Gridnermana, Vashti Bunyana, Townesa Van Zandta i Captaina Beefhearta. Burnett je također skladao nekoliko originalnih tema u suradnji s Rhiannonom Giddensom, a koji se služio sintesajzerom Swarmatron i Cassandra Wilson. Dana 14. kolovoza 2015. godine kompanija HBO objavila je službeni soundtrack na kojem se našlo 14 skladbi iz prvih dviju sezona serije Pravi detektiv i to kao CD te kroz iTunes.

## Teme i analize

### Muškost i prikaz žena
Razni analitičari određuju muškost kao jednu od glavnih tema prve sezone serije Pravi detektiv. Christopher Lirette je u akademskoj publikaciji Southern Spaces napisao da se serija vrti oko "muškaraca koji žive u brutalno muškom svijetu" te su zbog toga žene prikazane "kao stvari koje se moraju spasiti, ali i kao erotske prepreke" poput onih u filmovima Dvostruka obmana ili Kineska četvrt. Willa Paskin iz časopisa Slate istaknula je da prikaz triju oblika ženskih likova u seriji (kao seksualnih radnica, pokojnih i "dosadnjikavih supruga") otkriva nakanu da se kroz njih reflektira "zaslijepljen pogled i vrlo muška, južnjačka policijska kultura" glavnih protagonista. Neki analitičari Hartovu karakterizaciju definiraju kao manifestaciju upravo ove ideje, a koja je očita kroz njegov izrazito konvencionalni pogled na žene kao djevice i kurve, kao i kroz njegov odnos prema Maggie i Audrey. Na primjer, u sceni kada se Hart suočava s dvojicom mladića koji su se seksali s Audrey, on u svojoj esenciji "osuđuje druge muškarce za povredu kćerke koju istovremeno, na vrlo upitan način, gleda kao na nekoga koga mora zaštititi, ali i kontrolirati".
U članku objavljenom na internetskoj stranici Salon, autorica Janet Turley napisala je da u seriji žene "postaju reflekcije muškaraca" budući je svijet Pravog detektiva viđen isključivo kroz oči dvojice muških protagonista. Sam Adams iz Indiewirea utvrdio je da su centralni fokus priče "stravične stvari koje muškarci rade ženama", a mnoge od njih nisu niti prijavljene niti istražene od strane nadležnih vlasti. U svom tekstu Adams ističe: "Dora Lange nikome nije nedostajala. Marie Fontenot je nestala, a policija je dopustila da istragu završi glupa glasina". Nadalje ističe da uloga žena ima puno dublji smisao zbog toga što Cohle pati kroz sjećanja na svoju bivšu suprugu i mrtvu kćerku dok je Hart nemoćan "odnositi se prema ženama na umjesan način". Prema Scottu Wilsonu, predavaču kulturnih znanosti na sveučilištu Kingston, žene su u seriji podijeljene u tri skupine koje on naziva "super-egoističnim, opscenim i svetim". Prema Wilsonovoj interpretaciji, Maggie je portretirana kao super-egoistična supruga koja "konstantno ima zahtjeve od svog supruga i na taj način ga udaljava od njegove simbolične uloge policajca".
Filozofkinja Erin K. Stapleton izražava teoriju u kojoj leš Dore Lange služi "kako bi stvorio određeni teritorij u kojem su formirane zajednice svijeta Pravog detektiva". Upravo se kroz njezino mrtvo tijelo artikulira partnerstvo između Cohlea i Harta; a uz tu njihovu povezanost, "intimno poznavanje" njezinog leša je temelj za sve druge odnose u njihovim životima. Zbog svega toga njezina naracija utječe na razvoj glavnih muških likova dok oni sve dublje i dublje zadiru u svoju istragu.

### Religija
Prva sezona serije Pravi detektiv istražuje Kršćanstvo te kontrast između religije i racionalnosti. Rođen u pobožnoj katoličkoj obitelji, Pizzolatto je izjavio da je kao dijete na religiju gledao kao na priču koja služi kao "bijeg od istine". Prema Andrewu Romanu iz The Daily Beasta, sezona serije aludira na Pizzolattovo djetinjstvo te stvara paralele između Kršćanstva i nadnaravne teologije "Carcose": "U oba slučaja radi se o pričama. Pričama koje ljudi pričaju kako bi pobjegli od stvarnosti. Pričama koje 'prkose svakom zakonu svemira'". Romano vjeruje da ova poruka nije kritika za religiju sama po sebi, već da pokazuje kako "snaga pričanja priče" i pretjerani religiozni žar "mogu čovjeka odvesti na neka poprilično bolesna mjesta". Jeff Jensen iz Entertainment Weeklyja istaknuo je da serija postaje puno više samosvjesna kroz Cohleove snažne kritike religije, a na koje je on gledao kao na komentar o pop kulturi eskapizma. Filozofkinja Stapleton ističe da zločini prikazani u Pravom detektivu (kroz žrtve te implikacije žrtvovanja i seksualnog nasilja) "odgovaraju konzervativnom Kršćanstvu u kojem su isti nastali i žele istražiti prilike za transgresiju koja iz takve strukture obično proizlazi".
Teoretičarka Edia Connole u liku Cohlea vidi povezanost s likovima Philipa Marlowea i Lancelota, a koji su svi bili "vitezovi čija je dužnost njihovim vjernim lordovima otežana odanošću Bogu". Ostali aspekti Pravog detektiva prizivaju kršćanske alegorije, uključujući i uvodnu scenu serije, a za koju Connole smatra da reflektira raspeće Isusa. Autor i filozof Finn Janning ističe da Cohleova evolucija ilustrira afinitet između Budizma i filozofskog pesimizma. Kao samoprozvani pesimist Cohle se zbog gotovo smrtnog iskustva pred kraj serije ipak mijenja kada doživljava prosvjetljenje vidjevši smrt kao "čistu ljubav": upravo taj trenutak ukazuje na budistički koncept rigpe.

### Filozofski pesimizam i utjecaj
Kritičari su istaknuli utjecaj mnogih čudnih i horor fikcija na priču Pravog detektiva, često istražujući utjecaj kolekcije kratkih priča naziva "The King in Yellow" (iz 1895. godine) autora Roberta W. Chambersa i djela autora Thomasa Ligottija. Aluzije na priču "The King in Yellow" mogu se vidjeti u mračnoj filozofiji same serije, njezinoj učestaloj upotrebi "Carcose" i "Žutog kralja" (eng. The Yellow King) kao motiva kroz cijelu sezonu te simboličke upotrebe žute boje kao tematskog potpisa koja ukazuje na gubitak razuma i dekadenciju. Pizzolatto je optužen da je pokrao autora Ligottija zbog ekstremnih sličnosti između rečenica koje izgovaraju likovi u Pravom detektivu i koji su prisutni u Ligottijevoj knjizi "The Conspiracy Against the Human Race", a koje je Pizzolatto zanijekao, premda je priznao Ligottijev utjecaj na njegov rad.
Ostali filozofi i autori u seriji su identificirali utjecaje Arthura Shopenhauera, Fridericha Nietzschea, Gillesa Deleuzea, Raya Brassiera, Emila Ciorana i Eugena Thackera. Mathijs Peters je u tekstu za Film International istaknuo da Pravi detektiv preuzima Schopenhauerovu filozofiju kroz svoj pristup individualnosti, samoodricanju i bitci između svjetla i tame. Ben Woodard je napisao da evoluirajuća filozofija koja proizlazi iz serije istražuje područje u kojem su kultura, religija i društvo direktni proizvodi biološke slabosti. Nadalje ističe: "Biološki program oživljava i društveno redistribuira vizije, vjeru i gorke osobnosti stvarajući na taj način svijet u kojem 'ljudi odlaze'". Fintan Neylan je napisao da mjesto odvijanja radnje naglašava svijet "u kojem potrošnost ljudskosti ne može ostati skrivenom". Nadodao je: "Ovo nije mjesto u kojem nada lebdi iznad oblaka; ovo je mjesto gdje nada nikad ne može niti postojati. To mjesto prepuno je ljudi i okoliša u kojem je sam horor rođen". Ipak, Neylan također ističe i da Cohleovi potezi nisu motivirani mizantropijom, već njegovom željom za izazovom "onih koji se pokušavaju sakriti ili manipulirati ionako krhkim ljudima, a sve zbog vlastitog benefita". Činivši to, Cohle se u konačnici suočava "s cijelom filozofskom poviješću koja se ukorijenila na tom mjestu". Christopher Orr iz The Atlantica napisao je da je Pravi detektiv "u najboljem smislu te riječi pomalo finčerovski", kao stapanje filmova Sedam i Zodijak, a sve zbog svoje teme, glatke fotografije i "jasne, ali uznemirujuće" aure.
Neki kritičari također su istaknuli i utjecaj stripova na seriju. Adams je poistovjetio Cohlea s protagonistom iz stripa Alan Moore's The Courtyard te povukao paralele sa serijom stripova The Invisibles autora Granta Morrisona, a sve zbog kratke prezentacije M-teorije u jednom od Cohleovih monologa. Abraham Riseman, kolumnist ComicsAlliencea i New Yorka istaknuo je superherojski strip Top 10 kao inspiraciju za finale sezone, a svoje mišljenje temelji na dijalogu iz posljednje scene same serije.

### Autorski projekt
Još jedna od glavnih tema rasprava među kritičarima u vezi Pravog detektiva bio je i autorski senzibilitet serije. Autorskim filmom ili serijom uglavnom smatramo one umjetničke projekte koji služe kao odraz osobnih vizija individualnih autora djela, uglavnom redatelja ili scenarista. Na čelu svake epizode prve sezone serije Pravi detektiv nalaze se Pizzolatto i Fukunaga - kao jedini scenarist odnosno redatelj - partnerstvo koje samu seriju postavlja na jedinstveno mjesto u inače tradicionalno kolaboratorskom mediju kakve su televizijske serije koje se sastoje od puno većeg broja redatelja i scenarista. Colin Robertson iz časopisa The List istaknuo je seriju Twin Peaks kao najbolji primjer umjetničkog prethodnika Pravog detektiva istaknuvši da je u obje serije prisutna borba s klišejima kriminalističkih drama i "upotreba žanrovskih struktura misterije, a sve kako bi se na subverzivan način ispričala puno šira priča".

## Priznanja

### Gledanost
Prva epizoda serije Pravi detektiv pred male ekrane u SAD-u privukla je 2,3 milijuna gledatelja čime je postala najgledanijom pilot epizodom kompanije HBO još od emitiranja prve epizode serije Carstvo poroka. Tijekom cijele sezone gledanost je bila stabilna, a finale sezone je privuklo 3,5 milijuna ljudi. U prosjeku 2,33 milijuna ljudi gledalo je prvu sezonu, a kada se uzmu u obzir i drugi mediji (poput snimaka, repriza i platforme HBO Go) taj prosjek iznosi 11,9 milijuna gledatelja po epizodi čime je Pravi detektiv postala najgledanijom novom HBO-ovom serijom još od prve sezone Dva metra pod zemljom koja se emitirala 13 godina ranije.

### Kritike
Američki mediji smatrali su prvu sezonu Pravog detektiva jednom od najboljih televizijskih serija 2014. godine. Mnogi kritičari hvalili su rad dvojice glavnih glumaca od kojih je McConaughey bio posebno hvaljen uz opise poput "fantastičnog" i "magičnog". Određeni kritičari istaknuli su jednostavne scene konverzacije, poput onih koje se odvijaju u klaustrofobičnim interijerima, ponajboljim glumačkim ostvarenjima u seriji. Karakterizacija samih likova dobila je pomiješane kritike: Cohleove monologe HuffPost opisao je "očaravajućim", a Vanity Fair zbijenim i zanimljivim materijalom dok je New York Post istkanuo da se radi o "psiho-brbljariji iz 70-ih" koje su usporavale tijek priče. Nekoliko kritičara su portret žena u seriji opisali stereotipnima: "ili su bijesne ili su erotične", premda je Michelle Monaghan dobila pohvale za svoju performansu u "zahvalnoj ulozi".
Kao jedini redatelj i scenarist, Pizzolatto i Fukunaga su uspjeli kompletnu sezonu držati čvrsto u svojim rukama što je inače netipično za televizijske serije, a zbog čega je sama serija mogla ući u određene rizike: tijek radnje, dijalozi i fotografija u nekoliko navrata nisu nalikovali onome što su gledatelji navikli vidjeti u televizijskim dramama. Pizzolattovi scenariji učestalo su kritizirani kao "samodopadni", a nekoliko kritičara su greške u scenariju pripisali Pizzolattovom neiskustvu pisanja televizijskih drama. Unatoč kritikama, Daily Telegraph i Uproxx su opisali sezonu "ambicioznom" i "nabijenom događajima i značajem". Struktura flashbackova također je podijelila kritičare: s jedne strane opisana je "impresivno glatkom" i "velikom prednošću" dok je s druge kritizirana zbog razdijeljenog načina pričanja priče. Uproxx je pohvalio Fukunaginu atmosferičnu i "zastrašujuće prekrasnu" fotografiju, a Boston Globe je nahvalio "oskudan, ispijen i snažan" soundtrack. Uproxx je također istaknuo da je kreativna kontrola isključivo dvojice ljudi doprinijela kvaliteti kompletne sezone.
Nekoliko kritičara je priču o dvojici detektiva koji si karakterno ne odgovaraju opisalo kao kliše, premda su mnogi smatrali da je upravo taj aspekt doprinio snazi same sezone: The Daily Beast, na primjer, opisao je taj oblik naracije kao "potencijalno revolucionaran", a kritičar časopisa Garntland osjećao je da je "forma istinski radikalna i ispred svog vremena". Emily Nussbaum je za The New Yorker kritizirala sezonu, smatrajući cijelu stvar "jednostavnom pričom: s jedne strane imamo herojske muškarce, a s druge krupne kadrove ženskih guzica"; filozofske monologe opisala je kao "duboke razgovore koji se odvijaju u sobama studentskih domova" te naglasila da je sama serija "pala zahvaljujući samoj sebi". Ostali kritičari ipak su bili puno više pozitivni: komentari sezone uglavnom su se kretali od "zastrašujuće drske i ljutite u svojoj nakani, poput Davida Lyncha u najboljim danima" pa sve do "najprovokativnije serije koju sam ikada gledao".

### Nagrade
Kako se približavalo vrijeme nominacija za 66. dodjelu prestižne televizijske nagrade Emmy, prvi medijski napisi isticali su Pravog detektiva kao jednog od potencijalnih kandidata u kategorijama mini-serija (dijelom i zbog toga što je sama Akademija televizijske znanosti i umjetnosti u posljednjih nekoliko godina ponovno započela priznavati film i mini-seriju u odvojenim kategorijama). Međutim, u ožujku 2014. godine kompanija HBO Pravog detektiva je postavila kao kandidata za dramske serije što se smatralo nekonvencionalnim potezom budući se radi o seriji formata koji je puno više tipičan za mini-serije (svaka sezona je odvojena, zasebna priča) te zbog činjenice što u kategorijama dramskih serija ima puno jaču konkurenciju u vidu serija kao što su Na putu prema dolje i Kuća od karata. Tadašnji predsjednik kompanije FX je osudio ovu HBO-ovu odluku te izjavio: "Moje osobno mišljenje je da je mini-serija format priče koja završava u jednoj sezoni, a serija format čija se priča nastavlja. Da budem iskren, mislim da je nepošteno da HBO Pravog detektiva stavi u kategoriju dramskih serija zbog toga što u konačnici možete dobiti puno više glumaca koji će raditi na seriji samo jednu sezonu (poput Billyja Boba Thorntona u Fargu ili Matthewa McConaugheyja i Woodyja Harrelsona u Pravom detektivu), a koje inače nikada ne bi mogli dobiti na ugovor od, na primjer, sedam godina". Bez obzira na to, Pravi detektiv na kraju je slovila za jednog od najvećih kandidata za nagradu Emmy, a kada su u srpnju 2014. objavljene nominacije serija ih je dobila dvanaest; njezin najbliži rival bila je serija Na putu prema dolje koja je dobila šesnaest nominacija. U konačnici je Pravi detektiv osvojio pet prestižnih nagrada Emmy: za najbolju režiju (Fukunaga), najbolji casting, najbolji dizajn uvodne špice, najbolju šminku i najbolju fotografiju.
Prva sezona serije Pravi detektiv našla se u konkurenciji i za brojne druge nagrade od kojih je najviše nominacija dobila u kategorijama režije, fotografije, scenarija i glume. Dobila je četiri nominacije za nagradu Zlatni globus (među kojima je bila i ona za najbolju mini-seriju i/ili TV-film) te nominaciju Udruženja televizijskih kritičara za najbolji program godine. Među nagradama koje je sama sezona osvojila svakako treba istaknuti prestižnu britansku nagradu BAFTA (u kategoriji najboljeg međunarodnog programa), nagradu Udruženja scenarista Amerike (u kategoriji najbolje dramske serije) i nagradu Udruženja kritičara (u kategoriji najboljeg glumca u dramskoj seriji - McConaughey).
| Nagrada                                                         | Kategorija                                                          | Nominirani                                                        | Rezultat   | Ref.           |
| --------------------------------------------------------------- | ------------------------------------------------------------------- | ----------------------------------------------------------------- | ---------- | -------------- |
| 66. dodjela nagrade Emmy                                        | Najbolja serija - drama                                             | Pravi detektiv                                                    | Nominacija | [ 95 ]         |
| 66. dodjela nagrade Emmy                                        | Najbolji glumac u dramskoj seriji                                   | Matthew McConaughey                                               | Nominacija | [ 95 ]         |
| 66. dodjela nagrade Emmy                                        | Najbolji glumac u dramskoj seriji                                   | Woody Harrelson                                                   | Nominacija | [ 95 ]         |
| 66. dodjela nagrade Emmy                                        | Najbolji redatelj u dramskoj seriji                                 | Cary Joji Fukunaga                                                | Pobjeda    | [ 95 ]         |
| 66. dodjela nagrade Emmy                                        | Najbolji scenarist u dramskoj seriji                                | Nic Pizzolatto                                                    | Nominacija | [ 95 ]         |
| 66. dodjela nagrade Emmy (tehničke kategorije)                  | Najbolja originalna glazba                                          | T Bone Burnett                                                    | Nominacija | [ 95 ]         |
| 66. dodjela nagrade Emmy (tehničke kategorije)                  | Najbolji casting                                                    | Alexa L. Fogel, Christine Kromer and Meagan Lewis                 | Pobjeda    | [ 95 ]         |
| 66. dodjela nagrade Emmy (tehničke kategorije)                  | Najbolja šminka                                                     | Felicity Bowring, Wendy Bell, Ann Pala, Kim Perrodin, Linda Dowds | Pobjeda    | [ 95 ]         |
| 66. dodjela nagrade Emmy (tehničke kategorije)                  | Najbolja fotografija                                                | Adam Arkapaw                                                      | Pobjeda    | [ 95 ]         |
| 66. dodjela nagrade Emmy (tehničke kategorije)                  | Najbolji dizajn uvodne špice                                        | Patrick Clair, Raoul Marks, Jennifer Sofio Hall                   | Pobjeda    | [ 95 ]         |
| 66. dodjela nagrade Emmy (tehničke kategorije)                  | Najbolja scenografija                                               | Alex DiGerlando, Mara LePere-Schloop, Tim Beach, Cynthia Slagter  | Nominacija | [ 95 ]         |
| 66. dodjela nagrade Emmy (tehničke kategorije)                  | Najbolja montaža                                                    | Affonso Goncalves                                                 | Nominacija | [ 95 ]         |
| 72. dodjela nagrade Zlatni globus                               | Najbolja mini-serija i/ili TV-film                                  | Pravi detektiv                                                    | Nominacija | [ 96 ]         |
| 72. dodjela nagrade Zlatni globus                               | Najbolji glumac u mini-seriji i/ili TV-filmu                        | Matthew McConaughey                                               | Nominacija | [ 96 ]         |
| 72. dodjela nagrade Zlatni globus                               | Najbolji glumac u mini-seriji i/ili TV-filmu                        | Woody Harrelson                                                   | Nominacija | [ 96 ]         |
| 72. dodjela nagrade Zlatni globus                               | Najbolja sporedna glumica u seriji, mini-seriji i/ili TV-filmu      | Michelle Monaghan                                                 | Nominacija | [ 96 ]         |
| 61. dodjela britanske nagrade BAFTA                             | Najbolji međunarodni program                                        | Pravi detektiv                                                    | Pobjeda    | [ 98 ] [ 101 ] |
| 30. dodjela nagrade Udruženja televizijskih kritičara           | Najbolji novi program                                               | True Detective                                                    | Nominacija | [ 97 ]         |
| 30. dodjela nagrade Udruženja televizijskih kritičara           | Najbolji program godine                                             | True Detective                                                    | Nominacija | [ 97 ]         |
| 30. dodjela nagrade Udruženja televizijskih kritičara           | Najbolji program u kategoriji filmova, mini-serija ili TV-specijala | True Detective                                                    | Pobjeda    | [ 97 ]         |
| 30. dodjela nagrade Udruženja televizijskih kritičara           | Najbolji glumac u drami                                             | Matthew McConaughey                                               | Pobjeda    | [ 97 ]         |
| 4. dodjela nagrade Critic's Choice Television                   | Najbolja serija - drama                                             | True Detective                                                    | Nominacija | [ 99 ]         |
| 4. dodjela nagrade Critic's Choice Television                   | Najbolji glumac u dramskoj seriji                                   | Matthew McConaughey                                               | Pobjeda    | [ 99 ]         |
| 19. dodjela nagrade Satelit                                     | Najbolja serija - drama                                             | True Detective                                                    | Nominacija | [ 102 ]        |
| 19. dodjela nagrade Satelit                                     | Najbolji glumac u dramskoj seriji                                   | Woody Harrelson                                                   | Nominacija | [ 102 ]        |
| 19. dodjela nagrade Satelit                                     | Najbolja sporedna glumica u seriji, mini-seriji ili TV-filmu        | Michelle Monaghan                                                 | Nominacija | [ 102 ]        |
| 21. dodjela nagrada Udruženja glumaca Amerike                   | Najbolji glumac u dramskoj seriji                                   | Matthew McConaughey                                               | Nominacija | [ 103 ]        |
| 21. dodjela nagrada Udruženja glumaca Amerike                   | Najbolji glumac u dramskoj seriji                                   | Woody Harrelson                                                   | Nominacija | [ 103 ]        |
| 67. dodjela nagrade Udruženja scenarista Amerike                | Najbolji scenarij za dramsku seriju                                 | Nic Pizzolato                                                     | Pobjeda    | [ 100 ]        |
| 67. dodjela nagrade Udruženja scenarista Amerike                | Najbolja nova serija                                                | Nic Pizzolato                                                     | Pobjeda    | [ 100 ]        |
| 67. dodjela nagrade Udruženja redatelja Amerike                 | Najbolja režija dramske serije                                      | Cary Joji Fukunaga                                                | Nominacija | [ 104 ]        |
| 2. dodjela nagrade Udruženja lokacijskih stručnjaka za snimanje | Najbolja lokacija za snimanje moderne televizijske serije           | Batou Chandler                                                    | Pobjeda    | [ 105 ]        |

## Izdanja za kućno kino
Dana 10. lipnja 2014. godine, HBO Home Entertainment je izdao prvu sezonu serije Pravi detektiv na DVD-u i Blu-rayu. Uz svih osam epizoda prve sezone, oba izdanja sadržavaju i posebne dodatke kao što su intervjui s McConaugheyjom, Harrelsonom, Pizzolattom i skladateljem Burnettom, a sve u vezi razvoja same serije; priloge o snimanju pojedinih epizoda; dva audio komentara i izbačene scene iz sezone. U prvom tjednu prodaje u SAD-u, prva sezona Pravog detektiva došla je na drugo mjesto najprodavanijih televizijskih serija na DVD-u i Blu-rayu uz prodanih 65.208 izdanja.

## Vanjske poveznice
- Pravi detektiv na Internet Movie Databaseu